# 3624 Mironov
3624 Mironov (1982 TH2) là một tiểu hành tinh vành đai chính được phát hiện ngày 14 tháng 10 năm 1982 bởi L. Zhuravleva ở Nauchnyj. Tiểu hành tinh được đặt theo tên Diễn viên Andrei Mironov.